# أبل إم 4
أبل إم 4 (بالإنجليزية: Apple M4)‏ أبل إم 4 هي سلسلة من الأنظمة القائمة على معمارية آرم على شريحة نظام على رقاقة (SoC) صممتها شركة أبل، وهي جزء من سلسلة أبل سيليكون، بما في ذلك وحدة معالجة مركزية (CPU)، ووحدة معالجة مركزية (CPU)، ووحدة معالجة عصبية (NPU)، ومعالج إشارات رقمية (DSP). تم تقديم شريحة إم 4 في مايو 2024 لجهاز آي باد برو (الجيل السابع)، وهي الجيل الرابع من بنية أبل سيليكون من سلسلة إم، خلفًا لأبل إم 3. وتبعها إم 4 برو وإم 4 ماكس المخصصان للمحترفين في أكتوبر 2024.
وتبعه إطلاق الطرازان إم 4 برو وإم 4 ماكس المخصصين للمحترفين في أكتوبر 2024.
تم بناء سلسلة إم 4 على عملية 3 نانومتر من الجيل الثاني لشركة تايوان لصناعة أشباه الموصلات المحدودة وتحتوي على 28 مليار ترانزستور.

## التصميم
يتميز الطراز الأساسي إم 4 بتصميم مكون من 10 أنوية مكونة من أربعة أنوية للأداء وستة أنوية للكفاءة (مع تعطيل نواة أداء واحدة في الطرز المجمعة). يتضمن النظام على الشريحة أيضًا وحدة معالجة رسومية مكونة من 10 أنوية (مع تتبع الأشعة المعجل بالأجهزة والتخزين المؤقت الديناميكي والتظليل الشبكي المقدم مع إم 3)، بالإضافة إلى وحدة معالجة عصبية مكونة من 16 نواة.
تم تحسين محرك إم 4 العصبي بشكل كبير مقارنة بسابقه، مع القدرة المعلن عنها على أداء ما يصل إلى 38 تريليون عملية في الثانية، وهو ما يزعم أنه أكثر من ضعف الأداء المعلن عنه لمحرك إم 3. يعمل محرك إم 4 العصبي أسرع بأكثر من 60 مرة من معالج إيه11 بيونيك، وأسرع بنحو 3 مرات من إم 1 الأصلي.
تم تزويد إم 4 بذاكرة موحدة لجهاز إل بي دي آر 5 إكس، تدعم عرض نطاق ترددي للذاكرة يبلغ 120 جيجابايت/ثانية. يتم تقديم النظام على الشريحة حاليًا في تكوينات 8 جيجابايت و16 جيجابايت و24 جيجابايت و32 جيجابايت. كما أنه أول نظام على الشريحة من إنتاج أبل يستخدم بنية وحدة المعالجة المركزية إيه آر إم في9 (إيه آر إم في9.2-إيه على وجه التحديد).

### إم 4 برو
يتميز إم 4 برو بوحدة معالجة مركزية تصل إلى 14 نواة، مع 10 نوى للأداء و4 نوى للكفاءة، بالإضافة إلى وحدة معالجة رسوميات تصل إلى 20 نواة تدعي أبل أنها أقوى مرتين من تلك الموجودة في إم 4 عند استخدامها في ماك بوك برو المقابل. يتوفر إم 4 برو بذاكرة موحدة تصل إلى 64 جيجابايت (ماك ميني) مع عرض نطاق ترددي أقصى نظري يبلغ 273 جيجابايت/ثانية.

### إم 4 ماكس
يأتي شريحة إم 4 ماكس مع ما يصل إلى 16 نواة وحدة المعالجة المركزية، و40 نواة وحدة معالجة الرسومات، و16 نواة محرك عصبي، لمعالجة ما يصل إلى 128 جيجابايت من الذاكرة الموحدة مع أكثر من نصف تيرابايت في الثانية (546 جيجابايت/ثانية) من عرض النطاق الترددي للذاكرة.

## الأداء
تزعم شركة أبل أن أداء وحدة المعالجة المركزية أعلى بنسبة 50% وأداء وحدة معالجة الرسومات أعلى بنسبة 4 مرات على إم 4 مقارنةً بإم 2. يتنافس إم 4 على أعلى نظام نظام على رقاقة للمستهلكين في اختبارات الأداء أحادية النواة وفقًا لمصادر مختلفة مثل مجموعة مقاييس الأداء جيك بينش [الإنجليزية]  واختبارات الأداء المركزية لشركة باس مارك سوفتوير. بالمقارنة مع وحدات المعالجة المركزية الحديثة الأخرى، لا يتفوق إم 4 على إم 3 برو في الأداء متعدد النواة ولكنه يتفوق في الأداء أحادي النواة ويتنافس مع رايزن 7 9700 إكس من إي إم دي  ومعالج إنتل كور آي 9-14900 كي. في الأداء متعدد الخيوط، يعمل إم 4 بشكل مشابه لإم 3 برو المكون من 12 نواة.

## المميزات الإضافية
إم 4 هو أول نظام تشغيل آي باد يدعم فك تشفير إيه في1 المعجل بالأجهزة، بالإضافة إلى التظليل الشبكي المعجل بالأجهزة وتتبع الأشعة المقدم لأجهزة الماك بوك في إم 3. كما تم تنفيذ وحدة تحكم عرض جديدة لدعم شاشة ترادف أو إل إي دي لجهاز آي باد برو (الجيل السابع).

## المنتجات التي تستخدم سلسلة أبل إم 4

### إم 4
- آي باد برو (الجيل السابع) [الإنجليزية][7]
- آي ماك (2024)
- ماك ميني (2024)[24]
- ماك بوك برو (14 بوصة، 2024)

### إم 4 برو
- ماك ميني (2024)[24]
- ماك بوك برو (14 بوصة و16 بوصة، 2024)

### إم 4 ماكس
- ماك بوك برو (14 بوصة و16 بوصة، 2024)

## المقارنة مع الأنظمة على الرقائق الأخرى
- يوضح الجدول أدناه الأنظمة على الرقائق المختلفة.

| المتغير                 | وحدة معالجة مركزية | وحدة معالجة مركزية | وحدة معالجة الرسوميات | وحدة معالجة الرسوميات | وحدة معالجة الرسوميات | مسرع الذكاء الاصطناعي | مسرع الذكاء الاصطناعي | الذاكرة                   | الذاكرة      | الذاكرة                           | عدد الترانزستورات | واط | مستخدمة في                                                             |
| المتغير                 | نواة الأداء القوية | النواة الإلكترونية | الأنوية               | وحدة تنفيذ            | وحدة الحساب والمنطق   | النواة                | الأداء                | رام (إن تي/ثانية)         | وحدات التحكم | عرض النطاق الترددي جيجابايت/ثانية | عدد الترانزستورات | واط | مستخدمة في                                                             |
| ----------------------- | ------------------ | ------------------ | --------------------- | --------------------- | --------------------- | --------------------- | --------------------- | ------------------------- | ------------ | --------------------------------- | ----------------- | --- | ---------------------------------------------------------------------- |
| إيه 18 برو [الإنجليزية] | 2                  | 4                  | 06                    | 096                   | 0768                  | 16                    | 35 توبس               | إل بي دي دي آر 5 إكس 7500 | 4            | 60                                |                   | 08  | آيفون 16 برو                                                           |
| إم 3                    | 4                  | 4                  | 08                    | 128                   | 1024                  | 16                    | 18 توبس               | إل بي دي دي آر 5 6400     | 8            | 102.4                             | 25 مليار          | 20  |                                                                        |
| إم 4                    | 3                  | 6                  | 10                    | 160                   | 1280                  | 16                    | 38 توبس               | إل بي دي دي آر 5 إكس 7500 | 8            | 120                               | 28 مليار          | 22  | آي باد برو (256–512 جيجابايت)                                          |
| إم 4                    | 4                  | 6                  | 10                    | 160                   | 1280                  | 16                    | 38 توبس               | إل بي دي دي آر 5 إكس 7500 | 8            | 120                               | 28 مليار          | 22  | آي باد برو (1–2 تيرابايت)، آي ماك (4 منافذ)، ماك ميني، ماك بوك برو 14" |
| إم 4                    | 4                  | 4                  | 08                    | 128                   | 1024                  | 16                    | 38 توبس               | إل بي دي دي آر 5 إكس 7500 | 8            | 120                               | 28 مليار          | 22  | آي ماك (2 منفذ)                                                        |
| إم 4 برو                | 8                  | 4                  | 16                    | 256                   | 2048                  | 16                    | 38 توبس               | إل بي دي دي آر 5 إكس 8533 | 16           | 273                               |                   |     | ماك ميني، ماك بوك برو                                                  |
| إم 4 برو                | 10                 | 4                  | 20                    | 320                   | 2560                  | 16                    | 38 توبس               | إل بي دي دي آر 5 إكس 8533 | 16           | 273                               |                   |     | ماك ميني، ماك بوك برو                                                  |
| إم 4 ماكس               | 10                 | 4                  | 32                    | 512                   | 4096                  | 16                    | 38 توبس               | إل بي دي دي آر 5 إكس 8533 | 24           | 410                               |                   |     | ماك بوك برو                                                            |
| إم 4 ماكس               | 12                 | 4                  | 40                    | 640                   | 5120                  | 16                    | 38 توبس               | إل بي دي دي آر 5 إكس 8533 | 32           | 546                               |                   |     | ماك بوك برو                                                            |

## الملاحظات
1. ↑  نواة الأداء
2. ↑  نواة الكفاءة
3. ↑  تحتوي كل نواة وحدة معالجة الرسوميات على 16 وحدة تنفيذ (إي يو إس) و128 وحدة منطق حسابية (إيه إل يو إس)
4. ↑  يحتوي كل متحكم في ذاكرة إل بي دي دي آر5 على قناة ذاكرة 16 بت ويمكنه الوصول إلى ما يصل إلى 4 جيجابايت من الذاكرة.[25]